# Faraulep Atoll
Faraulep Atoll är en atoll i Mikronesiska federationen.   Den ligger i kommunen Faraulep Municipality och delstaten Yap, i den västra delen av landet, 1 500 km väster om huvudstaden Palikir.